# Aciagrion gracile
Aciagrion gracile – gatunek ważki z rodziny łątkowatych (Coenagrionidae). Szeroko rozprzestrzeniony w Afryce Subsaharyjskiej – od Gwinei na wschód po Etiopię, a na południe po RPA.